# Qbajjar

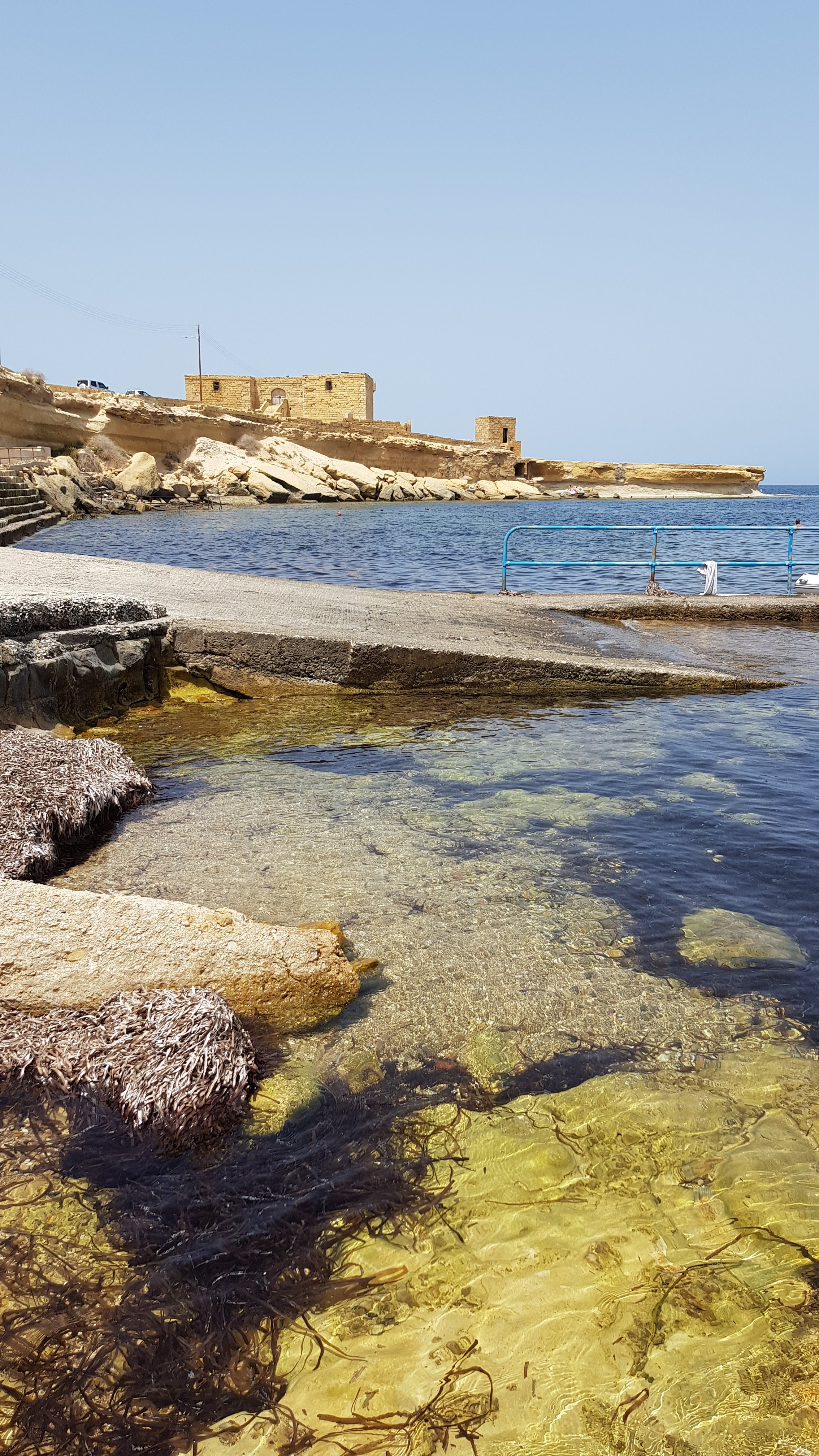
Site historique de Qolla l-Bajda Battery

Qbajjar est une ville de Malte située sur l'île de Gozo.